# Ouratea werdermanii
Ouratea werdermanii är en tvåhjärtbladig växtart som beskrevs av Herman Otto Sleumer. Ouratea werdermanii ingår i släktet Ouratea och familjen Ochnaceae. Inga underarter finns listade i Catalogue of Life.